# Казначеєва Світлана Михайлівна
Світлана Михайлівна Казначеєва (нар. 13 березня 1977, Краматорськ) — українська тренерка з плавання, старша тренерка збірної команди України з плавання серед спортсменів з вадами зору та ураженням опорно-рухового апарату, заслужений тренер України, заслужений працівник фізичної культури і спорту України, повний кавалер ордена княгині Ольги.

## Життєпис
Після закінчення у 1998 році Слов'янського педагогічного інституту почала працювати тренеркою-викладачкою Дитячо-юнацької спортивної школи Донецького обласного центру «Інваспорт». У 2004 році отримала звання тренера вищої категорії. Продовжуюи тренувати в ДЮСШ, у 2004 році була призначена тренеркою, а у 2008 — старшою тренеркою збірної команди України з плавання серед спортсменів з вадами зору та ураженням опорно-рухового апарату. І в ДЮСШ, і в збірній працює разом зі своїм чоловіком Андрієм Казначеєвим. Він теж заслужений тренер України, головний тренер збірної команди України з плавання серед спортсменів з вадами зору та ураженням опорно-рухового апарату.

## Відомі вихованці
- Юлія Волкова — триразова бронзова призерка літніх Паралімпійських ігор 2004 року, чемпіонка світу, рекордсменка Європи.
- Дмитро Залевський — дворазовий паралімпійський чемпіон (2012, 2016).
- Андрій Калина — шестиразовий паралімпійський чемпіон (2004, 2008, 2012 — за Україну, 2020 — за Росію), багаторазовий чемпіон Європи та світу.
- Сергій Кліпперт — дворазовий паралімпійський чемпіон 2004 року, чемпіон 2016 року, багаторазовий призер літніх Паралімпіських ігор 2004, 2008 та 2012 років.
- Олександр Мащенко — паралімпійський чемпіон 2000, 2004 та 2008 років. Бронзовий призер Літніх Паралімпійських ігор 2012 та 2016 років.
- Віктор Смирнов — шестиразовий чемпіон, багаторазовий срібний та бронзовий призер Паралімпійських ігор, багаторазовий чемпіон світу та Європи.
- Олег Ткаленко — дворазовий бронзовий призер чемпіонатів Європи.
- Андрій Трусов — дворазовий паралімпійський чемпіон та чотириразовий призер літніх Паралімпійських ігор 2020 року, чемпіон Європи та світу, рекордсмен світу та Паралімпійських ігор.

## Нагороди
- 2002 — заслужений працівник фізичної культури та спорту України
- 2004 — заслужений тренер України
- 2008 — Орден княгині Ольги III ступеня
- 2012 — Орден княгині Ольги II ступеня
- 2016 — Орден княгині Ольги I ступеня
- 2012 — Почесна громадянка міста Слов'янська[1]
- 2021 — Медаль «За працю і звитягу»[2]
- 2024 — Орден «За заслуги» III ступеня[3]